# Shrek Forever After: Original Motion Picture Score
Shrek Forever After: Original Motion Picture Score è la colonna sonora del film del 2010 Shrek e vissero felici e contenti, quarto capitolo nella serie di Shrek, composta da Harry Gregson-Williams.

## Tracce
Musiche di Harry Gregson-Williams.
1. Once (More) Upon a Time – 1:59
2. Rumpelstiltskin – 3:30
3. Same Day, Every Day – 3:32
4. Shrek Signs the Deal – 3:36
5. Rumpel's Kingdom – 4:21
6. The Exit Clause – 2:36
7. Ogre Resistance – 1:50
8. "Din Din!" – 0:28
9. Rumpel's Announcement – 3:17
10. Planning the Attack – 2:10
11. Fiona Doesn't Love Me – 3:17
12. Deal of a Lifetime – 3:04
13. The Main Event – 1:49
14. Rumpel's Defeat – 2:22
15. His Day Is Up – 2:43
16. Never Been Better – 1:31

Durata totale: 42:05